# Borgo San Giacomo
Borgo San Giacomo es una localidad y comune italiana de la provincia de Brescia, región de Lombardía, con 5515 habitantes.

## Evolución demográfica
| Gráfica de evolución demográfica de Borgo San Giacomo entre 1861 y 2001 |
|                                                                         |
| Fuente ISTAT - elaboración gráfica de Wikipedia                         |